# Saison 1 de Dirk Gently, détective holistique
 (octobre 2017).
Si vous disposez d'ouvrages ou d'articles de référence ou si vous connaissez des sites web de qualité traitant du thème abordé ici, merci de compléter l'article en donnant les références utiles à sa vérifiabilité et en les liant à la section « Notes et références ».
Chronologie
Saison 2
La première saison de Dirk Gently, détective holistique, série télévisée américaine, est constituée de huit épisodes diffusée du 22 octobre 2016 au 10 décembre 2016 sur BBC America, aux États-Unis.

## Synopsis de la saison
Dirk Gently, un britannique excentrique clamant être détective holistique et de Todd Brotzman, un trentenaire à la vie médiocre, devenant son assistant malgré lui, se retrouvent empêtrés dans des affaires hors du commun dans la ville de Seattle mêlant meurtre, disparition, enlèvement, des animaux particuliers et de drôles de machines.

## Distribution

### Acteurs principaux
- Samuel Barnett (VFB : Alexis Flamant) : Dirk Gently
- Elijah Wood (VFB : Alexandre Gillet) : Todd Brotzman, l’assistant de Dirk
- Hannah Marks (VFB : Sophie Frison) : Amanda, la sœur de Todd
- Fiona Dourif (VFB : Mélissa Windal) : Bart Curlish
- Jade Eshete (VFB : Mélanie Dermont) : Farah Black
- Mpho Koaho (en) (VFB : Sébastien Hébrant) : Ken
- Michael Eklund (VFB : Olivier Prémel) : Martin, leader des Rowdy 3
- Dustin Milligan (VFB : Pierre Lognay) : le sergent Hugo Friedkin
- Neil Brown Jr. (VFB : Maxime Van Santfoort) : Estevez
- Aaron Douglas (VFB : Thierry Janssen) : Gordon Rimmer

### Acteurs récurrents
- Christian Bako (VFB : Frederik Haùgness) : Ed
- Michael Adamthwaite (en) : Zed
- Alison Thornton (VFB : Helena Coppejans) : Lydia Spring
- Osric Chau : Voggle, membre des Rowdy 3
- Viv Leacock : Gripps, membre des Rowdy 3
- Zak Santiago : Cross, membre des Rowdy 3
- David Lewis : agent Weedle
- Miguel Sandoval (VFB : Jean-Paul Landresse) : le colonel Scott Riggins
- Richard Schiff : inspecteur Zimmerfield
- Dustin Milligan : le sergent Hugo Friedkin

## Liste des épisodes
1. Horizons
2. Qui cherche trouve
3. L'Amour des murs
4. L'Éterlampe
5. À fond erectus
6. Tout réparer
7. L'Âme tueuse
8. Deux types normaux

### Épisode 1:Horizons
- États-Unis : 22 octobre 2016 sur BBC America
- France,  Belgique,  Suisse,  Québec : 11 décembre 2016 sur Netflix

- Ty Olsson (Dorian)
- Ben Wilkinson (Hermano Palacios)

Todd Brotzman, un groom, part vérifier, à la demande de son patron, la chambre du dernier étage de l'hôtel où il travaille. Devant la porte, il trouve un ticket de loto qui semble brûlé, le ramasse et s'avance dans la chambre où il découvre trois corps. Les circonstances de la mort des trois victimes sont plus qu'étranges : les corps et le mobilier présentent des marques de morsures d'une très grande mâchoire. Considéré comme suspect par les détectives Zimmerfield et Estevez, qui pensent les meurtres reliés à la récente disparition de Lydia Spring, il perd son emploi. Il fait alors une surprenante rencontre avec Dirk Gently, s'auto-qualifiant de « détective » holistique et souhaitant faire de Todd son ami et assistant. Alors que Todd est suivi par les détectives des personnes disparues, Dirk semble être surveillé par des militaires, dont l'un, un peu idiot, tire sans autorisation sur Todd, une fois que Dirk (qu'ils appellent "projet Icare") est parti. Par une chance inouïe, la balle passe par-dessus Todd, traverse son plafond et vient tuer l'homme qui vit au-dessus et qui séquestrait une jeune femme.
Un jeune homme, Ken, tente de pirater une installation quand l'homme qui l'accompagne se fait sauvagement assassiner par une femme, Bart. Cette dernière le poursuit en déclarant vouloir tuer « Dirk Gently » ; lorsque Ken lui avoue que ce n'est pas lui, elle décide de l'épargner, mais elle le force à choisir entre mourir ou la suivre. Ken décide de la suivre, préférant rester en vie. Il comprend alors que Bart est un assassin. Elle lui déclare alors être un assassin holistique : elle n'est embauchée ou payée par personne, elle tue les personnes qu'elle a envie de tuer, qui croisent son chemin ; si ces personnes meurent, alors c'est qu'elles étaient ses cibles. 
Malgré le refus de Todd de devenir son assistant, Dirk revient le voir. N'ayant plus de voiture du fait de son propriétaire aux réactions excessives, par dépit, il finit par accepter que Dirk l'amène voir sa sœur, Amanda. Cette dernière n'ose pas sortir de chez elle à cause d'une maladie des nerfs, causant des hallucinations très douloureuses, le pararibulitis, et leurs parents étant fauchés, c'est normalement Todd qui lui donne de l'argent pour acheter le traitement. Il lui donne alors le peu d'argent qu'il lui reste, se retrouvant alors sans argent. En rentrant à l'appartement de Todd, Dirk semble paniquer à la vue d'un fourgon en sale état. De la voiture sortent les « Rowdy 3 », une bande de quatre voyous qui saccagent l'immeuble où vit Todd et massacrent son appartement, avant de s'en prendre à Dirk d'une étrange façon. Le bruit attire le propriétaire de l'immeuble, Dorian, qui débarque alors dans l'appartement avec un pistolet. Choqué de l'état dans lequel il se trouve, il commence à s'énerver et à menacer Todd. Surpris par le bruit du micro-ondes, il tire dessus et la balle rebondit dessus, puis sur le chauffage, avant de se loger en plein dans la tête de Dorian lui-même. En parallèle, la jeune femme séquestrée réussi à se détacher, malheureusement elle s'assomme toute seule, s'enlevant toute chance de s'échapper. 

### Épisode 2:Qui cherche trouve
- États-Unis : 29 octobre 2016 sur BBC America
- France,  Belgique,  Suisse,  Québec : 11 décembre 2016 sur Netflix

- Kavan Smith (Nathan)
- Grayson Gabriel (Jeune médecin légiste)
- Paul Lazenby (Ned)
- Jeremy Jones (Fred)
- Trevor Lerner (Motard)

Deux jours avant le meurtre de l'hôtel, Lydia Spring, sous la menace, appelle Farah Black, son garde du corps, afin qu'elle se rende au Ridgely. Il s'avère que c'est un piège ; elle finit par se faire attraper. De nos jours, alors que Farah se réveille après s'être assommée en essayant de se détacher, les hommes qui l'ont kidnappés l'en empêchent.
Zimmerfield et Estavez vont à la morgue voir l'un des corps de la chambre d'hôtel ; il s'agit de Patrick Spring. Le médecin légiste leur annonce que les autres corps ont été déplacés par le FBI et que les morsures retrouvés sur les corps et sur les meubles de la chambre d'hôtel sont celles d'un requin marteau. 
Todd a appelé Dirk et lui a dit qu'il sait où se trouve Lydia Spring. Dirk décide de rentrer dans la maison et force Todd à le suivre.
Bart et Ken sont en plein milieu d'une forêt lorsque la voiture s'arrête. Elle lui demande pourquoi il était à la station d'électricité et qui était l'homme avec lui qu'elle a tué. Ken lui explique qu'il est électricien et que parfois des personnes l'engagent pour faire des choses illégales, comme cette fois où des personnes l'ont contacté par internet pour construire un transformateur pour pirater un gros réseau d'électricité. 
Todd et Dirk sont dans le garage de l'homme, Gordon Rimmer, qui semble fasciné par un artiste disparu, Lux Dujour. Dirk est enthousiaste et veut inspecter la maison tandis que Todd veut absolument sortir au plus vite. Pour le forcer à rester avec lui, Dirk balance le ticket de loto gagnant à l'intérieur de la maison : si Todd veut le récupérer, il est obligé d'entrer. Ils y croisent Lydia Spring, qui a le comportement d'un chien, puis se réfugient dans la salle de bain. 
Alors qu'Amanda décide de sortir devant chez elle pour fumer, elle aperçoit dans sa rue un camion, celui des Rowdy 3, qui semble la suivre. Inquiète, elle se réfugie chez elle. 
Pendant ce temps, Farah est toujours retenue par les hommes chauves tatoués. Ils lui apprennent que Patrick Spring est mort, et ils veulent savoir où se trouve le chaton qui était sur la scène de crime et comment Patrick Spring a pu se retrouver à deux endroits en même temps. 
Au Ridgely, Nathan et l'agent Weedle, du FBI, examinent la maison de Dorian, qui était trafiquant de drogue. Zimmerfield et Estavez arrivent pour les questionner sur les corps de l'hôtel qui ont été transférés par le FBI, mais il n'y a eu en réalité aucun transfert. 
Dans la forêt, un motard s'est arrêté pour aider Bart et Ken à réparer la voiture. Ken est mal à l'aise, il est persuadé que Bart va tuer l'homme qui les aide. Mais, il réussit à la convaincre de ne pas le faire tant qu'il n'a pas fini de réparer la voiture. 
Dirk et Todd essayent de sortir de la maison, mais Lydia Spring ne leur facilite pas la tâche : elle veut jouer avec eux. Les choses empirent : en jetant un jouet, Dirk fait tomber une bougie qui met le feu à la maison, le portable de Todd sonne et Gordon se rend compte que quelqu'un est chez lui. Il semble reconnaître Dirk ; ce dernier lui jette des cartes pour le déstabiliser, et arrive à fermer la porte de la salle de bain avant que Gordon ne lui tire dessus. En entendant les coups de feu, Todd s'enfuit sans attendre. Dirk, lui, décide de récupérer le chien et sort de la maison.
Amanda, qui vient d'appeler Todd, décide de se confronter aux personnes dans le van. Elle leur lance une brique avant d'avoir une hallucination. Elle rentre chez elle pour prendre ses médicaments quand elle entend un bruit de verre brisé. Il s'agit de la brique qu'elle a jeté sur le camion qui a été renvoyé à travers sa fenêtre avec un mot disant bonjour. 
Zimmerfield et Estavez arrivent à la morgue, mais le médecin légiste n'est pas le même. Ils comprennent que le jeune qu'ils ont vu le matin ne travaille pas ici.
Pendant ce temps, les deux agents du FBI voient les hommes chauves transporter Farah inconsciente dans un camion. Ils décident de les suivre. 
Todd est rattrapé par Dirk. Ce dernier a une théorie : le corgi est Lydia Spring. Il reçoit un message de Gordon lui indiquant qu'il a son amie, Farah, et qu'ils doivent lui rendre le chien ou elle meurt. Il leur donne rendez-vous sur un pont à minuit. La rencontre prend une tournure étrange : Gordon semble connaître Todd et Dirk mais eux n'ont aucune idée de qui il est. Todd menace de jeter le chien par-dessus bord si Gordon ne laisse pas la femme partir. Mais le chien a une drôle de réaction, Todd panique et laisse le chien tomber dans l'eau. Farah en profite pour frapper Gordon et s'enfuir avec eux. Les deux agents du FBI qui ont assisté à la scène décident d'intervenir mais Nathan se fait tuer par un des hommes chauves et l'agent Weedle est capturé. 
Le motard a fini de réparer la voiture de Bart. Ken essaye de le convaincre de s'enfuir mais il s'avère que l'homme fait partie d'un groupe qui tue les gens sur cette route pour voler leur voiture. Il essaye de tirer sur Bart mais les balles ne la touchent pas. Selon Bart, elle ne peut pas être blessée car « l'univers ne le permettrait pas ». Elle le prouve à Ken en prenant le revolver, chargé : si elle pose le canon sur sa tempe et tire, la balle ne sort pas, si elle vise en l'air, la balle sort. 
Le militaire qui suivait Dirk se rend à une réunion dirigée par Wilson sur le projet « Black Wing ». Il s'avère que plus de 30 personnes sont dans la nature, dangereuses selon Wilson, mais le budget ne suffit qu'à en surveiller un : Icare, soit Dirk Gently. Le colonel Riggins doit arrêter ces personnes ou sinon, elles seront toutes éliminées.

### Épisode 3:L'Amour des murs
- États-Unis : 5 novembre 2016 sur BBC America
- France,  Belgique,  Suisse,  Québec : 11 décembre 2016 sur Netflix

- Mackenzie Gray (Lux Dujour)
- Jessica Lowndes (Jake Rainey)
- Jay Brazeau (John Dollow)
- Ryan Booth (Motard)
- Mark Acheson (le chef des motards)

15 ans plus tôt, Lux Dujour se rend à un rendez-vous donné par « l'Être suprême », Rainey. Elle lui reproche d'être resté trop longtemps dans son corps et, pour le bien de leur cause, lui annonce qu'il va en changer : son nouveau réceptacle est Gordon Rimmer. Lux Dujour lui rétorque que, si elle faisait vraiment ça pour leur cause, depuis les décennies qui ont passé, elle aurait retrouvé l'autre machine d'Edgar Spring. Malgré ses supplications, Rainey le relocalise de force. 
3 jours plus tôt, Lydia Spring arrive au domicile de Gordon Rimmer. Elle cherche des réponses sur Zackariah Webb et ce qui le relie à sa famille, ce qui est arrivé à son grand-père et qui a tué sa mère. Gordon lui répond qu'il sait ce qui est arrivé à sa mère et pourquoi son père a si peur. Il l'invite à rentrer à l'intérieur et elle finit par accepter. 
Dirk, Todd et Farah vont voir la maison de Gordon Rimmer, qui est ravagée par le feu que Dirk a accidentellement causé. Farah décide d'appeler Gordon à propos de Lydia Spring ; ce dernier lui demande s'ils ont l'autre machine, mais elle ignore tout à propos de cette machine. Farah décide de retourner à la maison des Spring et Dirk l'accompagne. 
Le colonel Riggins et le caporal Friedkin se retrouvent. Riggins lui annonce qu'il vont entrer en contact direct avec un ancien sujet du projet Black Wing : en 1988 la CIA a désigné Riggins comme le chef des opérations d'un service qu'il a lui-même créé, service qui avait pour nom de code Black Wing. Le but de black wing était de chercher, codifier et rassembler des individus avec des capacités sensorielles plus élevées que la moyenne.
Alors que Bart et Ken sont en voiture, ils se font tirer dessus par des motards et sortent de la route. 
Au commissariat, Estevez a trouvé le corgi, qui s'est lui-même rendu là-bas. Todd arrive au commissariat et demande à voir les deux détectives. 
Dirk et Farah arrive au manoir : Farah révèle à Dirk qu'il a été construit par Zackariah Webb en 1880. Ce dernier a disparu et le manoir est tombé en ruine. Patrick Spring l'a racheté un peu avant la mort de sa femme. Arrive alors John Dollow, l'avocat de Patrick Spring, qui demande à Farah de venir le voir dans le bureau de Patrick. 
Todd raconte à Estevez et Zimmerfield qu'il a vu Lydia Spring et ce qui s'est passé sur le pont, la veille. Pendant ce temps, Amanda va faire ses courses, mais au moment de passer à la caisse, elle fait une crise. Elle panique, appelle Todd, hallucinant qu'elle prend feu et fini recroquevillée sur le parking du magasin. C'est alors qu'arrivent les Rowdy 3 et lui font la même chose qu'ils ont fait à Dirk à l'appartement de Todd : ils aspirent une lueur bleue de son corps, ce qui lui cause d'étranges visions. Elle se réveille intacte dans son garage. 
John Dollow informe Farah que Patrick Spring a laissé une lettre pour elle (sur laquelle est écrit 3?1!), qu'il ne devait lui remettre que si elle venait le voir accompagné d'un dénommé Dirk Gently. Ce dernier se rend compte que Patrick ne l'a pas embauché pour empêcher son meurtre mais pour le résoudre. À l'intérieur de l'enveloppe se trouve une sorte de plan. Après avoir tourné et retourné dans la maison, ils arrivent dans la buanderie. Derrière un mur que Farah se trouve une porte. Ils trouvent une vieille pièce qui était dans la maison originale construite par Webb. À l'intérieur, il y a une machine électrique ; une ampoule qui s'allume dès que quelqu'un la touche ; un parchemin sur lequel il est écrit « ça a commencé ici, ça finira ici. S'il vous plaît, sauvez la. » ; une manivelle et un plan bleu. Pour Dirk, le « elle » du parchemin est Lydia. 
Bart et Ken se retrouvent attachés à un grillage en plein milieu de champs. Un gang de motards arrive, auquel semblait appartenir l'homme qui a réparé la voiture et que Bart a tué sur la route. Ken essaye de les convaincre de ne pas le tuer, ce qui agace un motard qui lui lance une balle de base-ball sur la tête ; elle rebondit et permet à Bart de se libérer et de les tuer tous. 

### Épisode 4:L'Éterlampe
- États-Unis : 12 novembre 2016 sur BBC America
- France,  Belgique,  Suisse,  Québec : 11 décembre 2016 sur Netflix

- Jeremy Jones (Fred)
- Caroline Cave (Sammy)
- Grayson Gabriel (faux médecin légiste)

### Épisode 5:À fond erectus
- États-Unis : 19 novembre 2016 sur BBC America
- France,  Belgique,  Suisse,  Québec : 11 décembre 2016 sur Netflix

- Fiona Vroom (Wilson)
- Eric Keenleyside (le capitaine de police)
- Craig Fraser (Grifford)
- Andrea Ware (l'employée du Zoo)

### Épisode 6:Tout réparer
- États-Unis : 26 novembre 2016 sur BBC America
- France,  Belgique,  Suisse,  Québec : 11 décembre 2016 sur Netflix

- Eric Keenleyside (le capitaine de police)
- Tristan Jensen (Simmons)
- Craig Fraser (Grifford)

### Épisode 7:L'Âme tueuse
- États-Unis : 3 décembre 2016 sur BBC America
- France,  Belgique,  Suisse,  Québec : 11 décembre 2016 sur Netflix

- Julian McMahon (Zackariah Webb)
- Jessica Lowndes (Jake Rainey actuel)
- Shane Nicely (Jake Rainey des années 80)
- Matthew Bissett (Jake Rainey original)
- Jeremy Jones (Fred)
- Ben Wilkinson (Hermano Palacios)
- Laura Mitchell (Catherine Spring)

### Épisode 8:Deux types normaux
- États-Unis : 10 décembre 2016 sur BBC America
- France,  Belgique,  Suisse,  Québec : 11 décembre 2016 sur Netflix

- Julian McMahon (Zackariah Webb)
- Eric Keenleyside (le capitaine de police)